# Acryptolaria rectangularis
Acryptolaria rectangularis är en nässeldjursart som först beskrevs av William Robert Jarvis 1922.  Acryptolaria rectangularis ingår i släktet Acryptolaria och familjen Lafoeidae. Inga underarter finns listade i Catalogue of Life.